# Qingshen
Qingshen, tidigare stavat Tsingshen, är ett härad som lyder under Meishans stad på prefekturnivå i Sichuan-provinsen i sydvästra Kina.